# Philipp IV. (Makedonien)
Philipp IV. (altgriechisch Φίλιππος Phílippos; † 296 v. Chr. in Elateia) war König von Makedonien 297 v. Chr. bis 296 v. Chr.
Er gehörte als ältester Sohn des Kassander und der Thessalonike (einer Halbschwester Alexanders des Großen) dem Herrschergeschlecht der Antipatriden an. Philipp starb nach nur viermonatiger Herrschaft in Elateia in Phokis an Schwindsucht.
Über seine kurze Regierungszeit sind keine weiteren Einzelheiten bekannt. Nach seinem Tod übernahmen seine beiden Brüder Antipatros I. und Alexander gemeinsam die Regierung.